# Music Awards (Italien)
Die Music Awards sind seit 2007 vergebene italienische Musikpreise, mit denen italienische Interpreten ausgezeichnet werden, die im vergangenen Jahr hohe Musikverkäufe erzielt oder erfolgreiche Tourneen absolviert haben. 
Als Hauptsponsor fungierte anfangs (mit Ausnahme der Ausgabe 2014) das italienische Telekommunikationsunternehmen Wind. 2019 trat der Autohersteller Seat an dessen Stelle, 2022 übernahm das Telekommunikationsunternehmen TIM. Abhängig vom Sponsor der jeweiligen Ausgabe änderte sich der vollständige Name der Veranstaltung mehrfach: Wind Music Awards, Seat Music Awards oder TIM Music Awards.

## Geschichte
Die Veranstaltung trat an die Stelle der Italian Music Awards, die zwischen 2001 und 2003 unter der Leitung der FIMI vergeben wurden. Da im Gegensatz zu der Vorgängerveranstaltung keine vielköpfige Jury, sondern lediglich Verkaufszahlen über die Preisvergaben entschieden, zog sich die Preisverleihung anfangs viel Kritik vonseiten der unabhängigen Labels, vertreten durch die Organisation PMI, zu. Ab der dritten Ausgabe fand die Veranstaltung in der Arena von Verona statt und trat somit auch die Nachfolge des Festivalbar-Wettbewerbs an, dessen Finale dort zwischen 1964 und 2007 ausgetragen wurde.
2012 gingen die Übertragungsrechte vom Mediaset-Sender Italia 1 an den öffentlich-rechtlichen Sender Rai 1 über. Nach zwei Jahren im Foro Italico in Rom kehrte man 2015 auch wieder nach Verona zurück, 2016 wurde die Preisverleihung auf zwei Abende ausgedehnt. 2020 fand die Veranstaltung aufgrund der COVID-19-Pandemie erst im September statt, außerdem fungierte sie in diesem Jahr als Benefizveranstaltung statt als Preisverleihung. Der Septembertermin wurde auch für die folgenden Ausgaben beibehalten.

## Ausgaben
| Ausgabe | Jahr | Aufzeichnung           | Ausstrahlung                               | TV-Sender | Radiosender               | Moderation         | Moderation       | Ort                            | Ort    |
| ------- | ---- | ---------------------- | ------------------------------------------ | --------- | ------------------------- | ------------------ | ---------------- | ------------------------------ | ------ |
| 1       | 2007 | 6. Juni                | 14. Juni                                   | Italia 1  | —                         | Cristina Chiabotto | —                | Auditorium della Conciliazione | Rom    |
| 2       | 2008 | 3. Juni                | 4. Juni 5. Juni                            | Italia 1  | —                         | Cristina Chiabotto | Rossella Brescia | Valle Giulia                   | Rom    |
| 3       | 2009 | 6. Juni 7. Juni        | 8. Juni 15. Juni 22. Juni                  | Italia 1  | —                         | Vanessa Incontrada | —                | Arena von Verona               | Verona |
| 4       | 2010 | 28. Mai 29. Mai        | 2. Juni 9. Juni 16. Juni                   | Italia 1  | —                         | Paola Perego       | —                | Arena von Verona               | Verona |
| 5       | 2011 | 27. Mai 28. Mai        | 7. Juni 14. Juni 21. Juni                  | Italia 1  | —                         | Vanessa Incontrada | Teo Mammucari    | Arena von Verona               | Verona |
| 6       | 2012 | 26. Mai                | 2. Juli                                    | Rai 1     | Rai Radio 2               | Vanessa Incontrada | Carlo Conti      | Arena von Verona               | Verona |
| 7       | 2013 | live                   | 3. Juni                                    | Rai 1     | RTL 102.5                 | Vanessa Incontrada | Carlo Conti      | Foro Italico                   | Rom    |
| 8       | 2014 | live                   | 3. Juni                                    | Rai 1     | Rai Radio 2               | Vanessa Incontrada | Carlo Conti      | Foro Italico                   | Rom    |
| 9       | 2015 | live                   | 4. Juni                                    | Rai 1     | RTL 102.5                 | Vanessa Incontrada | Carlo Conti      | Arena von Verona               | Verona |
| 10      | 2016 | 6. Juni 7. Juni (live) | 7. Juni 8. Juni                            | Rai 1     | RTL 102.5                 | Vanessa Incontrada | Carlo Conti      | Arena von Verona               | Verona |
| 11      | 2017 | live                   | 5. Juni 6. Juni (23. Juni)                 | Rai 1     | RTL 102.5                 | Vanessa Incontrada | Carlo Conti      | Arena von Verona               | Verona |
| 12      | 2018 | 4. Juni 5. Juni        | 5. Juni 12. Juni (26. Juni)                | Rai 1     | RTL 102.5                 | Vanessa Incontrada | Carlo Conti      | Arena von Verona               | Verona |
| 13      | 2019 | 4. Juni 5. Juni (live) | 5. Juni 6. Juni (23. Juni)                 | Rai 1     | Radio Italia              | Vanessa Incontrada | Carlo Conti      | Arena von Verona               | Verona |
| 14      | 2020 | live                   | 2. September 5. September (6. September)   | Rai 1     | Rai Radio 2, Radio Italia | Vanessa Incontrada | Carlo Conti      | Arena von Verona               | Verona |
| 15      | 2021 | live                   | 9. September 10. September (12. September) | Rai 1     | Rai Radio 2, Radio Italia | Vanessa Incontrada | Carlo Conti      | Arena von Verona               | Verona |
| 16      | 2022 | live                   | 9. September 10. September (11. September) |           | Rai Radio 2, Radio Italia | Vanessa Incontrada | Carlo Conti      | Arena von Verona               | Verona |

## Belege
1. ↑  Stefania Stefanelli: Music Awards 2014: Ecco i primi artisti premiati nella diretta del 3 giugno 2014. In: DavideMaggio.it. mediaMai, 5. Mai 2014, abgerufen am 16. Mai 2016 (italienisch).
2. ↑  Tim Music Awards: più di 50 artisti sul palco dell’Arena di Verona il 9 e 10 settembre. In: All Music Italia. 17. August 2022, abgerufen am 11. September 2022 (italienisch).
3. 1 2  A novembre gli Italian Music Awards. In: Rockol.it. 19. September 2001, abgerufen am 16. Mai 2016 (italienisch).
4. ↑  Mark Worden: Italy’s Wind Awards Open Dialog With Indies. In: Billboard.com. Billboard, 20. März 2008, abgerufen am 16. Mai 2016 (englisch).
5. ↑  Mark Worden: The Big Chill. In: Billboard. 21. Juli 2007, S. 20–21 (Vorschau bei Google Books [abgerufen am 16. Mai 2016]).
6. ↑  Luca Dondoni: Wind Music Awards, il ciclone Minogue si fa largo tra Dalla e Nannini. In: LaStampa.it. Fiat, 30. Mai 2010, abgerufen am 16. Mai 2016 (italienisch).
7. ↑  Enrico Rossi: Seat Music Awards 2020 su Rai 1: gli artisti e la scaletta. In: Style Magazine. 2. September 2020, abgerufen am 20. Dezember 2020 (italienisch).